# Pseudodistomidae
Pseudodistomidae zijn een familie van zakpijpen (Ascidiacea) uit de orde van de Aplousobranchia.

## Geslachten
- Anadistoma Kott, 1992
- Citorclinum Monniot & Millar, 1988
- Pseudodistoma Michaelsen, 1924